# Горските мечоци: Времевъртеж
„Горските мечоци: Времевъртеж“ (на китайски: 熊出没·逆转时空; на английски: Boonie Bears: Time Twist) е китайска компютърна анимация от 2023 г. и е десетият филм от поредицата „Горските мечоци“, след „Горските мечоци: Пазителите“ през 2023 г. Режисьор е Лин Йончанг. Премиерата на филма е на 10 февруари 2024 г. в Китай, а в България излиза по кината на 13 декември 2024 г. в разпространение от „Про Филмс“.